# Leichtathletik-Europameisterschaften 1950/Diskuswurf der Männer

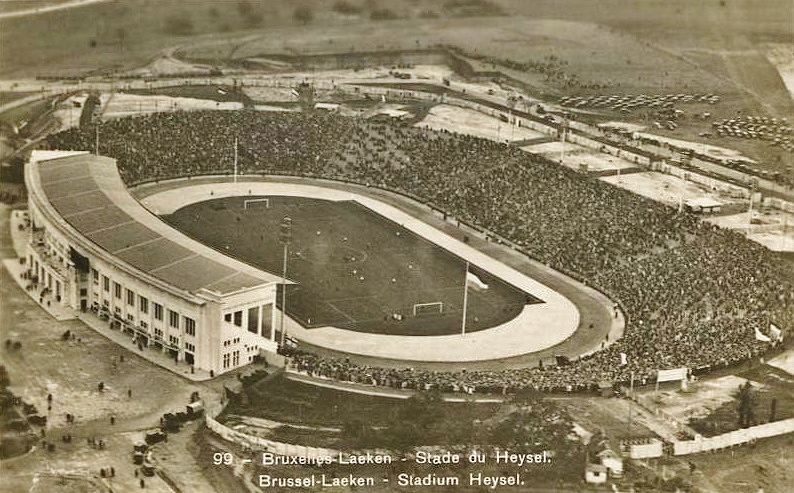
Das Brüsseler Heysel-Stadion in einer Luftaufnahme von 1935

Der Diskuswurf der Männer bei den Leichtathletik-Europameisterschaften 1950 wurde am 24. und 26. August 1950 im Heysel-Stadion der belgischen Hauptstadt Brüssel ausgetragen.
In diesem Wettbewerb wiederholten sich auf den ersten beiden Plätzen die Resultate der Europameisterschaften 1946 und der Olympischen Spiele 1948. Es gab einen Doppelsieg für Italien. Europameister wurde Adolfo Consolini vor Giuseppe Tosi. Bronze ging an den Finnen Olavi Partanen.

## Rekorde

### Bestehende Rekorde
| Weltrekord           | 56,97 m | Fortune Gordien  | Hämeenlinna, Finnland | 14. August 1949 |
| Europarekord         | 55,47 m | Adolfo Consolini | Rom, Italien          | 23. Juli 1950   |
| Meisterschaftsrekord | 53,29 m | Adolfo Consolini | EM Oslo, Norwegen     | 24. August 1946 |

### Rekordverbesserung
Der italienische Europameister Adolfo Consolini verbesserte seinen eigenen EM-Rekord im Finale um 46 Zentimeter auf 53,75 Meter. Damit blieb er 1,72 m unter dem Europa- und 3,22 m unter dem Weltrekord.

## Qualifikation
24. August 1950, 10.30 Uhr
Die achtzehn Teilnehmer traten zu einer gemeinsamen Qualifikationsrunde an. Die Qualifikationsweite für den direkten Finaleinzug betrug 44,00 m. Neun Werfer übertrafen diesen Wert (hellblau unterlegt) und qualifizierten sich für das Finale.
| Platz | Name              | Nation           | Weite (m) |
| ----- | ----------------- | ---------------- | --------- |
| 1     | Adolfo Consolini  | Italien          | 49,63     |
| 2     | Giuseppe Tosi     | Italien          | 47,99     |
| 3     | Stein Johnson     | Norwegen         | 47,62     |
| 4     | Nikolaos Syllas   | Griechenland     | 45,60     |
| 5     | Danilo Žerjal     | Jugoslawien      | 45,27     |
| 6     | Arne Hellberg     | Schweden         | 44,78     |
| 7     | Alojz Kormúth     | Tschechoslowakei | 44,64     |
| 8     | Olavi Partanen    | Finnland         | 44,33     |
| 9     | Jørgen Munk Plum  | Dänemark         | 44,14     |
| 10    | Hermann Tunner    | Österreich       | 43,90     |
| 11    | Gunnar Huseby     | Island           | 43,78     |
| 12    | Oskar Hafliger    | Schweiz          | 43,39     |
| 13    | Clément Mertens   | Belgien          | 42,60     |
| 14    | Raymond Kintziger | Belgien          | 42,46     |
| 15    | Tauno Karlsson    | Finnland         | 42,46     |
| 16    | Jean Darot        | Frankreich       | 41,85     |
| 17    | Serge Grisoni     | Frankreich       | 41,26     |
| 18    | José Luis Torres  | Spanien          | 38,92     |

## Finale

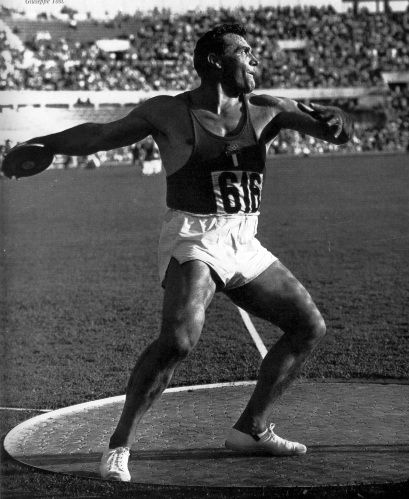
Adolfo Consolini gewann seinen dritten großen internationalen Titel in Folge
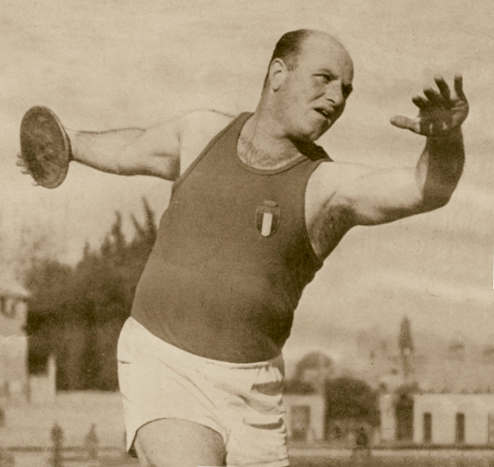
Giuseppe Tosi – zum dritten Mal hintereinander auf Rang zwei hinter Adolfo Consolini bei großen internationalen Meisterschaften
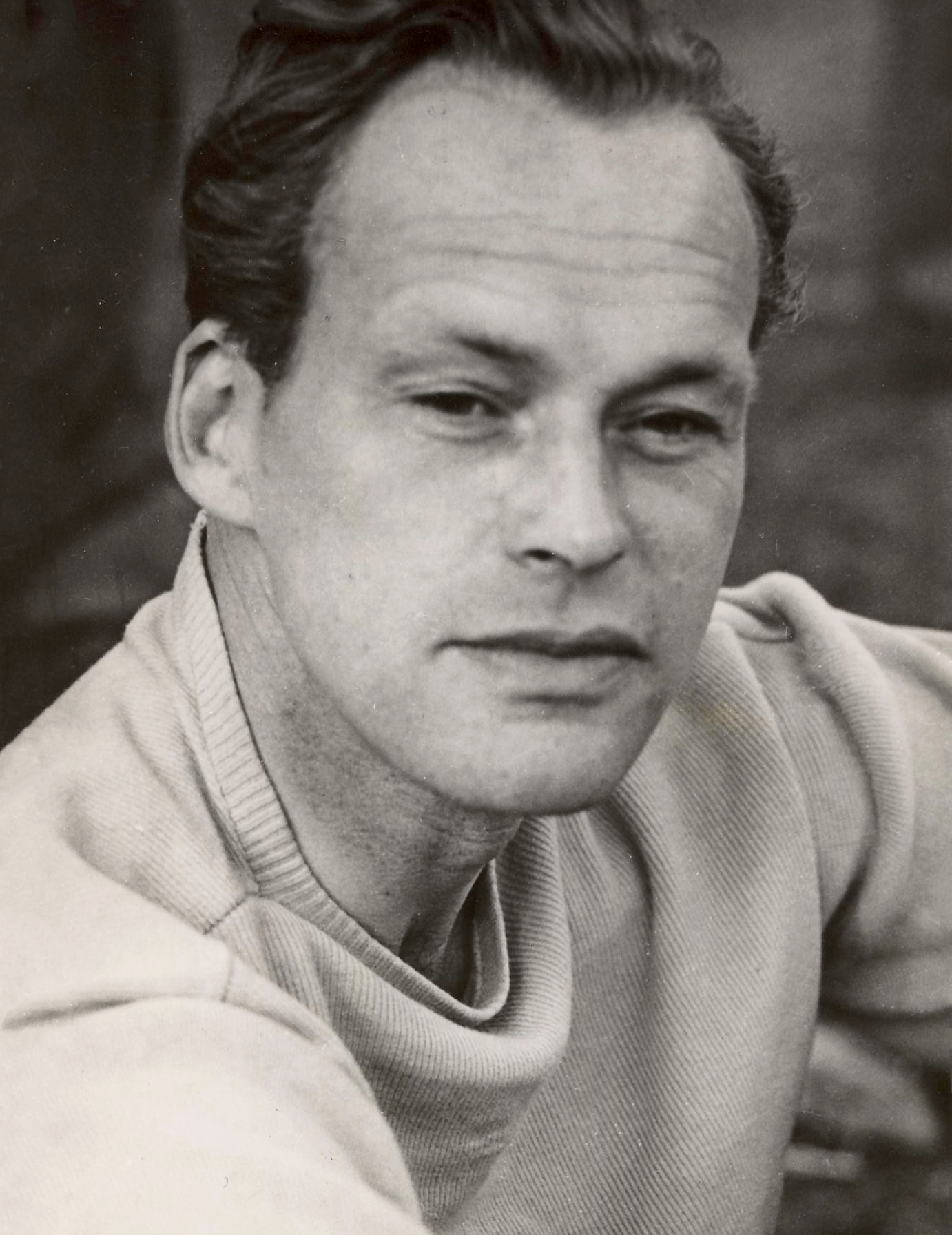
Arne Hellberg kam auf den fünften Platz

26. August 1950
| Platz | Name             | Nation           | Weite (m) |
| ----- | ---------------- | ---------------- | --------- |
| 1     | Adolfo Consolini | Italien          | 53,75 CR  |
| 2     | Giuseppe Tosi    | Italien          | 52,31     |
| 3     | Olavi Partanen   | Finnland         | 48,69     |
| 4     | Stein Johnson    | Norwegen         | 48,55     |
| 5     | Arne Hellberg    | Schweden         | 47,37     |
| 6     | Alojz Kormúth    | Tschechoslowakei | 46,17     |
| 7     | Nikolaos Syllas  | Griechenland     | 46,14     |
| 8     | Jørgen Munk Plum | Dänemark         | 45,93     |
| 9     | Danilo Žerjal    | Jugoslawien      | 45,92     |